# Željeznička pruga Kapuš – Fonyód
Željeznička pruga Kapušar – Fonyöd je željeznička prometna linija Mađarskih državnih željeznica (MÁV-a) br. 36. Vodi od Kapošvara (Kapuša, Kapušara) do Fonyóda. Proradila je 15. srpnja 1896. godine.
Dužina dionice je 54 km, a širina tračnica je 1435 mm.
Ograničenje brzine na ovoj pruzi je 60 km/h. Elektrificirana je.